# Joseph Swensen
Joseph Swensen (Hoboken, 1960) è un direttore d'orchestra, violinista e compositore statunitense. È vincitore di premi, tra cui il Leventritt Foundation Sponsorship Award e l'Avery Fisher Career Award. Nel 2000 Swensen ricevette un dottorato onorario dall'Università di St Andrews, in Scozia. Nel 2014 ha tenuto un discorso, presso il New York Institute of Technology, su TedX, con il titolo "Habitat for Music and the Sound of Math", sull'educazione musicale e il cervello in via di sviluppo.

## Biografia

### Primi anni e formazione
Joseph Swensen nacque nel 1960 a Hoboken, New Jersey e crebbe a Spring Valley, Pearl River e Harlem, New York City. Sua madre era giapponese-americana e suo padre norvegese-americano. Studiò musica alla Juilliard School, dove tra i suoi insegnanti figurava Dorothy DeLay.

### Solista
Fino a trent'anni la carriera di Swensen si svolse come solista di violino. Si è esibito in importanti centri culturali, tra cui la Carnegie Hall, il Lincoln Center e il Kennedy Center ed anche a Los Angeles, San Francisco e Boston. Durante i suoi primi anni di carriera nella registrazione, con la BMG Classics, ha registrato tutto il principale repertorio per violino con direttori come André Previn. Più recentemente ha registrato come solista con la Scottish Chamber Orchestra. Ora combina la carriera di solista e musicista da camera con quella di direttore d'orchestra.

### Direttore d'orchestra
Swensen attualmente ricopre il ruolo di direttore emerito della Scottish Chamber Orchestra, di cui è stato direttore principale dal 1996 al 2005, periodo in cui Swensen e l'orchestra seguirono un programma regolare di concerti in Scozia e andarono in tournée nel Regno Unito, Europa, Stati Uniti e in Estremo oriente. Si sono esibiti anche al Mostly Mozart Festival di New York, ai festival di Tanglewood e di Ravinia, ai BBC Proms, al Barbican e al Concertgebouw ed hanno registrato per la Linn Records. Dal 2006 al 2011 è stato direttore musicale della Malmö Opera ed è direttore ospite di numerose orchestre britanniche, europee e americane.

### Insegnamento
Joseph Swensen è Starling Professor of Music (violino) presso l'Università dell'Indiana, Jacobs School of Music. Insieme a sua moglie, Victoria Swensen, ha fondato Habitat4Music, un'organizzazione senza scopo di lucro dedicata alla creazione di programmi di educazione musicale partecipativa per bambini in aree musicalmente poco servite in tutto il mondo. Presso l'Habitat4Music Center nel Vermont Swensen ha tenuto corsi "Total Immersion" su importanti compositori per musicisti e direttori professionisti.

## Registrazioni selezionate
- Antonín Dvořák, Joseph Swensen. Violin Concerto in a Minor, Op. 53: Czech Suite, Op. 39 ; Nocturne for Strings in B Major, Op. 40 ; Waltz No. 1. Glasgow, Scotland: Linn Records, 2005. Sound recording.
- Sergey Prokofiev, Joseph Swensen. Sinfonia No. 1 in D Major: "classical" ; Violin Concerto No. 2 in G Minor ; Five Melodies for Solo Violin & Strings. Glasgow: Linn Records, 2005. Sound recording.
- Jean Sibelius, Carl Nielsen, Joseph Swensen e Janos Fürst. Sinfonia No. 1 in E Minor, Op. 39. London: BBC Music, 2006. Sound recording.
- Jean Sibelius, Joseph Swensen. Pelleas e Melisande: Kuolema; Belshazzar's Feast; the Tempest: Suite No. 2; Andante Festivo. Glasgow, Scotland: Linn Records, 2003. Sound recording.
- Felix Mendelssohn-Bartholdy, Joseph Swensen. Hebrides Overture: Violin Concerto in E Minor ; Sinfonia No. 3 in a Minor "scottish". Waterfoot, UK: Linn Records, 2004. Sound recording.
- Franz Schubert, Joseph Swensen e Jeffrey Kahane. New York: RCA Victor Red Seal, 1988. Sound recording.
- James MacMillan. Tryst. Djursholm: BIS, 1999. Sound recording.
- Johann S. Bach, Joseph Swensen, John Gibbons, Elizabeth Anderson. Works for Violin e Harpsichord: Volume 1. S.l.: RCA Victor Red Seal, 1990. Sound recording.
- Johannes Brahms, Joseph Swensen, Clara Schumann, Robert Schumann. Johannes Brahms Sinfonia in B. , 2012. Sound recording.
- James MacMillan, Joseph Swensen. Tryst: Adam's Rib ; They Saw the Stone Had Been Rolled Away; Í : (a Meditation on Iona). Djursholm, Sweden: BIS, 1999. Sound recording.
- Violin Concertos of Mendelssohn & Bruch.McDuffie, Robert, Joseph Swensen, Felix Mendelssohn-Bartholdy, e Max Bruch. Cleveland, OH: Telarc, 1999. Sound recording.
- Jeffrey Kahane, Joshua Bell, Scott Nickrenz, Carter Brey, Erika Nickrenz, Joseph Swensen, Marvis Martin, Hall Johnson, Gian C. Menotti, Johannes Brahms, Bedřich Smetana, e Ned Rorem. Live from the Spoleto Festival, 1987. Oakhurst, N.J: Musical Heritage Society, 2003. Sound recording.
- Felix Mendelssohn-Bartholdy, Joseph Swensen. Violin Concerto. S.l.: Linn, 2002. Sound recording.
- BBC Music, Volume 14, Number 11: Sibelius: Sinfonia no. 1 / Nielsen: Sinfonia no. 1 (as Conductor), 2006-2007

## Composizioni selezionate
- Sinfonia per corno e orchestra, Il Fuoco e la Rosa (2008)
- Sinfonia in Si (versione originale del Trio del 1854, op.8 di Johannes Brahms) orchestrata da Joseph Swensen (2007)[20]
- Shizue per shakuhachi solista e orchestra (2001)
- Latif per violoncello solista con gruppo da camera (1999)
- Mantram per orchestra d'archi e percussioni (1998)
- Seven Last Words per gruppo da camera (1996)